# 케라바

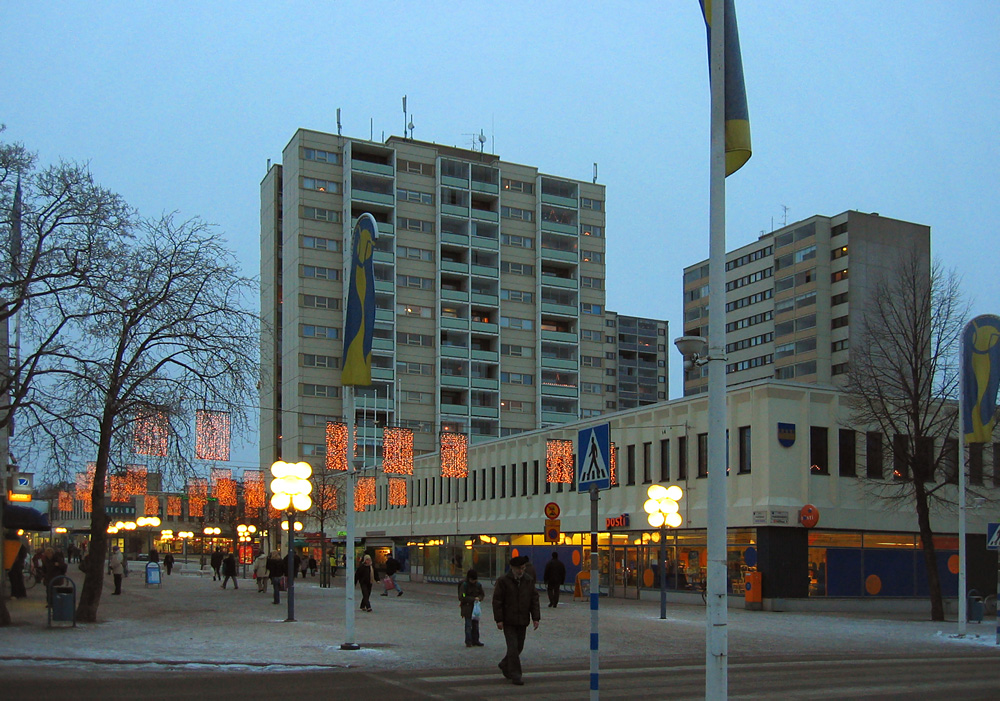
케라바 시청

케라바의 위치

케라바(핀란드어: Kerava, 스웨덴어: Kervo 케르보[*])는 핀란드 남부 우시마 지역에 위치한 도시로, 면적은 30.79km2, 인구는 34,540명(2012년 기준), 인구 밀도는 1,128.02명/km2이다.

시 문장

## 같이 보기
- 얘르벤패